# Obrimus
Az Obrimus a rovarok (Insecta) osztályának a botsáskák (Phasmatodea) rendjéhez, ezen belül a Heteropterygidae családjához és az Obriminae alcsaládjához tartozó nem.

## Rendszerezés
A nembe az alábbi fajok tartoznak:
- Obrimus bicolanus
- Obrimus bufo
- Obrimus mesoplatus
- Obrimus uichancoi
- Obrimus quadratipes